# لنگنفلد، اتریش
لنگنفلد (به آلمانی: Lengenfeld) یک منطقهٔ مسکونی در اتریش است که در ناحیه کرمس-لاند واقع شده‌است. لنگنفلد ۱٬۳۷۳ نفر جمعیت دارد.